# Friedrich Oppler
Friedrich Oppler (geboren 2. Juli 1888 in Oppeln, Deutsches Reich; gestorben 6. September 1966 in Berlin) war ein deutscher Jurist und Autor.

## Leben
Friedrich Oppler war ein Sohn des Kaufmanns Stephan Oppler und der Martha Sachs. Er besuchte das Friedrichs-Gymnasium in Berlin und studierte Rechtswissenschaft in Freiburg im Breisgau und Berlin. Er wurde 1911 promoviert, wurde 1914 Soldat im Ersten Weltkrieg und machte 1916 das zweite Staatsexamen. Danach war er beim Magistrat von Berlin Leiter der Kohle- und Kartoffelversorgung und war auch nach Kriegsende beim Magistrat beschäftigt. Im Juni 1927 wurde Oppler Amtsgerichtsrat und hauptamtlicher Vorsitzender beim Arbeitsgericht Berlin. Ab Januar 1929 auch stellvertretender Vorsitzender beim Landesarbeitsgericht Berlin. 1931 wurde er als Landgerichtsrat zum Vorsitzenden des Landesarbeitsgerichts bestellt.

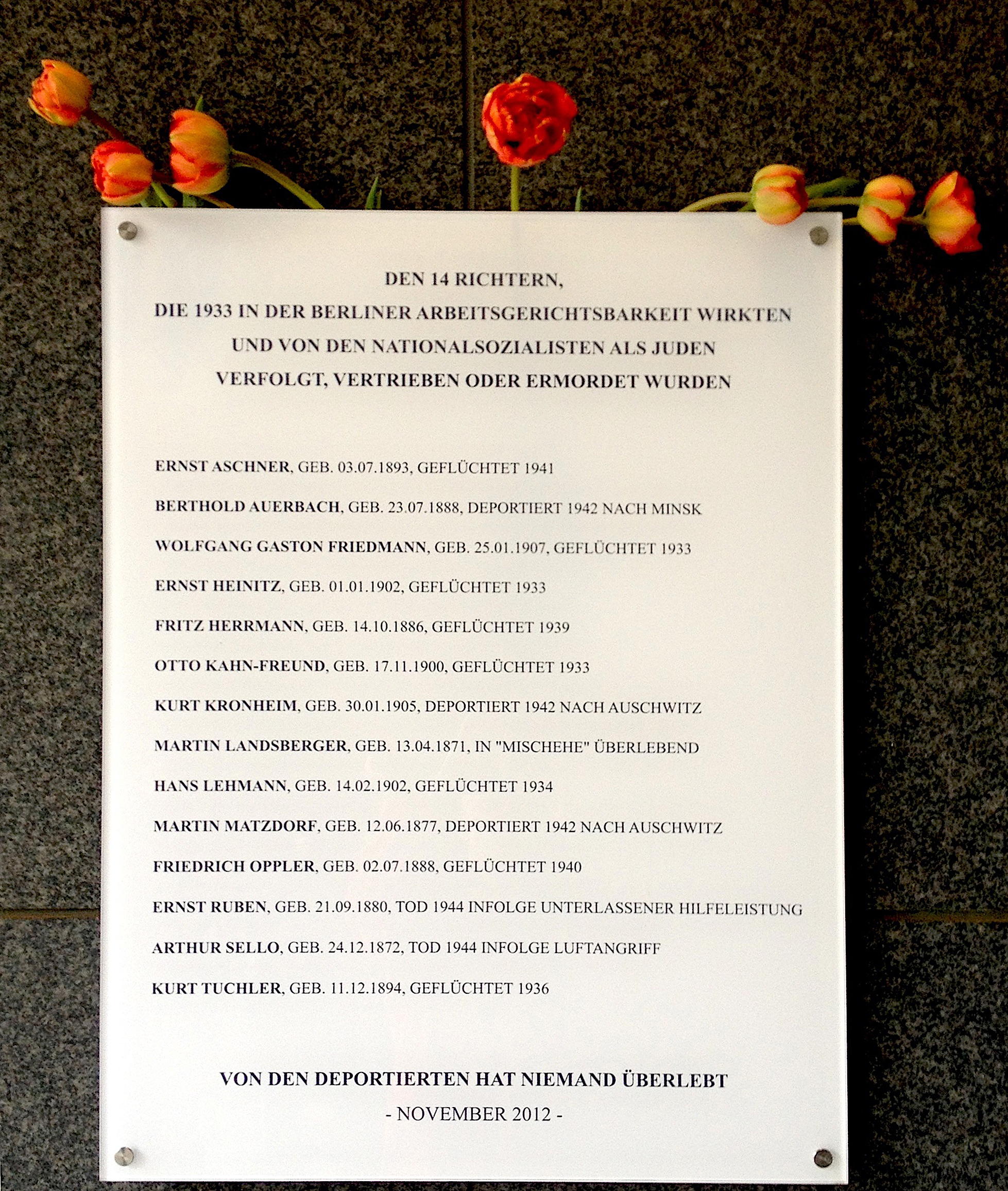
Gedenktafel zu Ehren der jüdischen Richter in der Berliner Arbeitsgerichtsbarkeit

Nach der Machtübergabe an die Nationalsozialisten wurde Oppler im April 1933 zwangsbeurlaubt. Die Eltern seiner Verlobten schlossen sich dem Nationalsozialismus an und denunzierten ihn, so dass Oppler im November 1933 gemäß dem Gesetz zur Wiederherstellung des Berufsbeamtentums ohne Pension entlassen wurde. Die Ehe wurde 1934 geschieden. Oppler schlug sich nun als Makler durch.
Nach den Novemberpogromen 1938 war Oppler für zwei Monate im KZ Sachsenhausen inhaftiert.
Zusammen mit seiner 1936 geheirateten, wie er zum Christentum konvertierten zweiten Ehefrau Ilse Landau (geboren 1902), der Schwester von Edwin Maria Landau, gelang es ihm, noch im August 1940 über die Sowjetunion nach Brasilien zu emigrieren. Sein Schwiegervater starb 1941, seine Schwiegermutter Julie Landau entschied sich in Berlin angesichts der drohenden Deportation am 7. Juli 1942 für den Freitod. Oppler arbeitete in Brasilien in Exilantenorganisationen, schrieb politische Zeitschriftenartikel und ein Buch, das zunächst in der portugiesischen Übersetzung erschien.
Oppler konnte erst 1952 nach Deutschland zurückkehren und wurde in West-Berlin noch Oberlandesgerichtsdirektor und Vorsitzender einer Wiedergutmachungskammer. Im Jahr 1966 veröffentlichte er seine „Betrachtungen über das deutsch-jüdische Problem“, die als politisch naiv scharf kritisiert wurden.

## Schriften
- Die Auflassungsvormerkung in der Zwangsversteigerung, insbesondere im Verteilungsverfahren. Noske, Borna-Leipzig 1911 (Rostock, Jur. Diss. v. 30. Nov. 1911, Ref. Wachenfeld.).
- Bestrafung Kriegsgefangener wegen vor ihrer Gefangennahme verübter Straftaten., Zeitschrift für die gesamte Strafrechtswissenschaft. Band 37, Heft 1 1916
- mit Reginaldo Sant’Anna, Os Judeus e o Mundo de Hoje. Livraria Agir Editôra, Rio de Janeiro 1946[2]
- Judenfrage und Welt von heute, Rio de Janeiro, Livraria Agir Editora, 1948.
- Das falsche Tabu. Betrachtungen über das deutsch-jüdische Problem. Seewald, Stuttgart 1966